# Christos Patsatzoglou
Christos Patsatzoglou, född 19 mars 1979 i Xanthi, är en grekisk fotbollsspelare med romskt påbrå. Han spelade nio år i Olympiakos, där han var med om att vinna den Grekiska Superligan åtta gånger. Han har även gjort 45 landskamper för Greklands landslag.

## Karriär

### Klubblag
Patsatzoglou kom till Skoda Xanthi 1996 och gjorde 87 ligamatcher innan han värvades av den grekiska storklubben Olympiakos till säsongen 2000. Han sågs som en av Greklands största talanger, och Manchester United rapporterades vara intresserade av en övergång, innan han 2003 skadade sig allvarligt i en match mot AEK Aten. Skadan gjorde att han missade både säsongen 2003/04 och 2004/05.
I oktober 2007 gjorde Patsatzoglou mål i Olympiakos första bortaseger någonsin i Champions League, då man lyckades vinna med 3-1 borta mot Werder Bremen.
I juni 2009 skrev Patsatzoglou på ett 2-årskontrakt med cypriotiska AC Omonia. Han kom dock bara att spela sex matcher då klubben vann både ligan och den cypriotiska supercupen. 30 augusti 2010 såldes Patsatzoglou till AEK Aten. Han spelade bara sju ligamatcher innan han i januari 2011 skrev på för PAS Giannina i den grekiska andradivisionen. 2013 gick Patsatzoglou till Iraklis Psachna där han spelade två säsonger.

### Landslag
Christos Patsatzoglou har spelat 45 landskamper och gjort ett mål för det grekiska landslaget. Han var med i truppen till både EM 2008 och VM 2010. Hans enda mål för landslaget gjorde han i EM-kvalmatchen mot Bosnien och Hercegovina 11 oktober 2006.

## Meriter
Olympiakos
- Grekiska Superligan: 2001, 2002, 2003, 2005, 2006, 2007, 2008, 2009
- Grekiska cupen: 2005, 2006, 2008, 2009
- Grekiska supercupen: 2007

AC Omonia
- Cypriotiska ligan: 2010
- LTV Super Cup: 2010